# Leudefredo I
Leudefredo (em latim: Leudefredus) foi um duque dos alamanos. Em 587/588, enfureceu Quildeberto II (r. 570–595), fugiu escondido e foi substituído por Uncileno I.